# Ignazio Cannavò

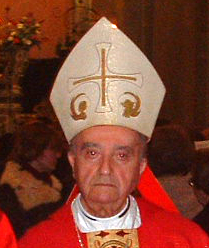
Erzbischof em. Ignazio Cannavò (2006)

Ignazio Cannavò [iɲˈɲattsjo kannaˈvɔ] (* 12. Dezember 1921 in Fiumefreddo di Sicilia, Provinz Catania; † 18. Oktober 2015 in Acireale) war ein italienischer Geistlicher und Erzbischof von Messina-Lipari-Santa Lucia del Mela.

## Leben
Ignazio Cannavò empfing am 5. November 1944 die Priesterweihe. 1948 promovierte er in Philosophie und 1953 in Theologie. Von 1948 bis 1968 lehrte er Philosophie am Bischöflichen Seminar von Acireale.
Am 31. Oktober 1970 wurde er von Papst Paul VI. zum Titularbischof von Octava und Weihbischof des Bistums Acireale ernannt. Die Bischofsweihe spendete ihm der Alterzbischof von Palermo, Francesco Kardinal Carpino, am 13. Dezember desselben Jahres. Mitkonsekratoren waren der Altbischof von Noto, Angelo Calabretta, und dessen Nachfolger Salvatore Nicolosi.
Am 21. Februar 1976 wurde Ignazio Cannavò durch Paul VI. zum Koadjutorerzbischof des Erzbistums Messina ernannt und am 20. Dezember zum Prälaten der Prälatur Santa Lucia del Mela. Nachdem er am 3. Juni 1977 die Nachfolge von Francesco Fasola als Erzbischof von Messina angetreten hatte und in der Kathedrale von Messina feierlich in sein neues Amt eingeführt worden war, wurde er am 10. Dezember desselben Jahres auch zum Bischof von Lipari ernannt. Somit waren die drei Jurisdiktionsgebiete Erzbistum Messina, Bistum Lipari und Prälatur Santa Lucia del Mela bereits in der Person ihres Ordinarius geeint, bevor sie am 30. September 1986 durch ein Dekret der Kongregation für die Bischöfe auch territorial zum Erzbistum Messina-Lipari-Santa Lucia del Mela zusammengefasst wurden.
Sein aus Altersgründen vorgebrachtes Rücktrittsgesuch nahm Papst Johannes Paul II. am 17. Mai 1997 an. Bis zum Amtsantritt seines Nachfolgers Giovanni Marra im Juni 1997 leitete Ignazio Cannavò das Erzbistum weiter als Apostolischer Administrator. Cannavò starb am 19. Oktober 2015 und wurde am 21. Oktober desselben Jahres in Messina beigesetzt.